# Мужун Цзюнь
Мужун Цзюнь (спрощ.: 慕容儁; кит. трад.: 慕容儁; піньїнь: Mùróng Jùn; 319-360) — другий імператор Ранньої Янь періоду Шістнадцяти держав.

## Життєпис
Був сином Мужун Хуана. 344 року Мужун Цзюнь разом зі своїм дядьком Мужун Піном очолили війська в поході проти держави Дай. За два роки Мужун Цзюнь командував силами, що виступили проти Пуйо.
348 року, після смерті батька, успадкував престол. Після смерті Ши Ху 349 року Мужун Цзюнь вирішив скористатись боротьбою за владу, що спалахнула в Пізній Чжао, й навесні 350 року розпочав наступ. Він швидко захопив Цзічен, куди переніс столицю своєї держави, а також усю колишню провінцію Ючжоу (північ сучасної Хебей). Після того Ши Чжи запропонував Мужун Цзюню союз проти вейського правителя Жань Міня. Мужун Цзюнь погодився, і його війська зняли облогу зі столиці Ши Чжи — міста Сянго (сучасний Сіньтай, Хебей). Невдовзі, однак, держава Чжао припинила своє існування, коли генерал Лю Сянь убив Ши Чжи. 352 року Рання Янь завдала нищівної поразки вейським військам, а Жань Мінь потрапив у полон і був страчений за наказом Мужун Цзюня. Розбивши дві держави, Мужун Цзюнь вирішив, що можна більше не бути цзінським васалом, і взимку 352 року проголосив себе імператором.
356 року Мужун Цзюнь захопив Шаньдунський півострів. 357 року столицю було перенесено до Єчена.
358 року, готуючись до війни проти імперії Цзінь і держави Рання Цінь, Мужун Цзюнь оголосив масштабну мобілізацію. 359 року цзінські сили атакували Янь, але були відбиті, після чого янські війська поступово взяли під контроль землі сучасної провінції Хенань на південь від річки Хуанхе.
360 року Мужун Цзюнь важко захворів і помер. Його спадкоємцем на престолі став його син Мужун Вей.

## Девізи правління
- Яньван (燕王) 349—353
- Юаньсі (元璽) 353—357
- Гуаншоу (光壽) 357—360